# 크리스티앙 카바셀레
크리스티앙 카바셀레(프랑스어: Christian Kabasele, 1991년 2월 24일 ~ )는 우디네세에서 센터 백로 활약하고 있는 벨기에의 축구 선수이다. 2008년 오이펜에서 선수 생활을 시작했으며, 마르크 빌모츠 감독의 부름을 받아 UEFA 유로 2016 최종 엔트리에 발탁되었다.
카바셀레는 콩고의 자이레에서 태어났지만 벨기에 대표팀에서 뛰었고, 2014년 벨기에 프로리그 팀 헨크에 입단한 이후 팀에서 81경기에 출장했다.

## 수상
루도고레츠 라즈그라드
- A PFG: 2011–12
- 불가리아 컵: 2011–12